# NGC 3536
NGC 3536 је спирална галаксија у сазвежђу Велики медвед која се налази на NGC листи објеката дубоког неба.
Деклинација објекта је + 28° 28' 34" а ректасцензија 11h 8m 51,2s. Привидна величина (магнитуда) објекта NGC 3536 износи 14,1 а фотографска магнитуда 15,0. NGC 3536 је још познат и под ознакама UGC 6191, MCG 5-26-61, CGCG 155-73, DRCG 23-18, NPM1G +28.0186, PGC 33779.